# Batalla de Balaklia
La batalla de Balakliia va ser la primera batalla de la contraofensiva ucraïnesa de Khàrkiv, que va tenir lloc entre el 6 i el 8 de setembre del 2022.

## Antecedents
Durant els primers dies de la invasió russa d'Ucraïna el 2022, les forces russes van capturar gran part de l'est de la província de Khàrkiv, incloent-hi les ciutats de Kupiansk, Xevtxénkove i Balaklia. Balaklia va ser capturada el 3 de març de 2022, sense molta lluita. Des de març fins a principis de maig, la major part dels combats a la província de Khàrkiv es van concentrar a les ciutats de Khàrkiv i Izium.
A principis d'abril, les forces russes van capturar Izium, i les forces ucraïneses van defensar amb èxit Khàrkiv a principis de maig. Després d'això, la línia del front va començar a estancar-se quan Rússia i Ucraïna van centrar els seus esforços en les ciutats de Sievierodonetsk, Lissitxansk i la regió més àmplia del Donbàs.

## Batalla
El 6 de setembre, les forces ucraïneses van llançar una ofensiva cap a Balaklia, després d'haver concentrat moltes forces prop de la zona. El primer dia, van alliberar Verbivka, un suburbi al nord-oest de Balaklia. Les forces russes estacionades a Balaklia van volar ponts per frenar l'avanç ucraïnès des de Verbivka, tot i que les forces ucraïneses van anar al voltant de la ciutat per assetjar-la. Algunes forces ucraïneses es van quedar prop de Balaklia, lluitant contra les forces russes al centre de la ciutat, mentre que un altre grup es va dirigir al nord cap a Volokhiv Yar.
El 7 de setembre, Balaklia estava sota setge, amb combats en les parts oriental i central de la ciutat. Els combats van acabar el 8 de setembre, amb les forces ucraïneses alliberant tot Balaklia.